# ホリス・ステーシー
ホリス・ステーシー（Hollis Stacy、1954年3月16日 - ）はジョージア州サバンナ出身のアメリカ合衆国の女子プロゴルファー。1974年からLPGAツアーに参戦し、メジャー大会4勝を含む通算18勝をあげている。

## アマチュア時代
1969年から1971年にかけて全米女子ジュニアアマチュアゴルフ選手権で3連勝した。2009年現在、同大会で3連勝を達成した唯一の選手である。1970年、ノースアンドサウス女子アマチュアゴルフ選手権 (North and South Women's Amateur Golf Championship) で優勝、1972年のカーティスカップアメリカチームのメンバーとしてプレーした。彼女はフロリダ州ウィンターパークのロリンズ・カレッジに通い、1974年にプロに転向してLPGAツアーに参戦した。

## プロ転向後
ステーシーは1977年・1978年・1984年の全米女子オープン、1983年のピーター・ジャクソン・クラシック（後のデュモーリエ・クラシック）と、LPGAメジャー大会で4回優勝を遂げている。ツアー通算で18勝をあげ、1991年のクレスタファーム・フレッシュ・クラシックが最後の勝利であった。2000年までLPGAツアーでプレーを続け、その後女子シニアゴルフツアー（現在のレジェンズツアー）に転向し、2001年のショプコ・グレートレイクス・クラシックに優勝した。

## LPGAツアーの優勝歴
通算18勝。太字はメジャートーナメント大会。
- 1977年：全米女子オープンなど3勝
- 1978年：全米女子オープンなど2勝
- 1979年：1勝
- 1980年：1勝
- 1981年：2勝
- 1982年：3勝
- 1983年：ピーター・ジャクソン・クラシックなど3勝
- 1984年：全米女子オープンの1勝
- 1985年：1勝
- 1991年：1勝

## LPGAツアー以外の優勝
- 1977年：JCペニー・クラシック (JCPenney Classic - ジェリ－・ペイト (Jerry Pate) と共に)

## LPGAメジャー大会の成績
| トーナメント                   | 1970 | 1971 | 1972 | 1973 | 1974 | 1975 | 1976 | 1977 | 1978 | 1979 | 1980 |
| ------------------------------ | ---- | ---- | ---- | ---- | ---- | ---- | ---- | ---- | ---- | ---- | ---- |
| ナビスコ・ダイナ・ショア大会 † | ...  | ...  | ...  | ...  | ...  | ...  | ...  | ...  | ...  | ...  | ...  |
| 全米女子プロゴルフ選手権       | DNP  | DNP  | DNP  | DNP  | DNP  | T7   | T29  | CUT  | T9   | T47  | T10  |
| 全米女子オープン               | CUT  | CUT  | CUT  | T23  | T14  | CUT  | T23  | 1    | 1    | T15  | 2    |
| デュモーリエ・クラシック       | ...  | ...  | ...  | ...  | ...  | ...  | ...  | ...  | ...  | T11  | T38  |

| トーナメント                 | 1981 | 1982 | 1983 | 1984 | 1985 | 1986 | 1987 | 1988 | 1989 | 1990 |
| ---------------------------- | ---- | ---- | ---- | ---- | ---- | ---- | ---- | ---- | ---- | ---- |
| ナビスコ・ダイナ・ショア大会 | ...  | ...  | T35  | 28   | T13  | T14  | T11  | T35  | T31  | CUT  |
| 全米女子プロゴルフ選手権     | T12  | T7   | T11  | 20   | T25  | T28  | T14  | CUT  | T43  | CUT  |
| 全米女子オープン             | T10  | T49  | T32  | 1    | CUT  | T11  | T33  | T52  | T37  | T9   |
| デュモーリエ・クラシック ^   | T7   | T16  | 1    | 16   | T10  | CUT  | T31  | T23  | T24  | T67  |

| トーナメント                 | 1991 | 1992 | 1993 | 1994 | 1995 | 1996 | 1997 | 1998 | 1999 | 2000 |
| ---------------------------- | ---- | ---- | ---- | ---- | ---- | ---- | ---- | ---- | ---- | ---- |
| ナビスコ・ダイナ・ショア大会 | CUT  | T39  | T5   | T5   | CUT  | 8    | T35  | DNP  | T21  | CUT  |
| 全米女子プロゴルフ選手権     | T26  | T18  | CUT  | 45   | CUT  | CUT  | T53  | T63  | T36  | CUT  |
| 全米女子オープン             | T41  | CUT  | CUT  | 45   | CUT  | CUT  | T53  | T63  | CUT  | CUT  |
| デュモーリエ・クラシック     | T77  | T33  | T52  | CUT  | T37  | CUT  | CUT  | T15  | CUT  | CUT  |

† 現在クラフト・ナビスコ選手権として知られているこのトーナメントは1972年 - 81年までコルゲート・ダイナ・ショア大会、1982年 - 99年までナビスコ・ダイナ・ショア大会であった。2000年にナビスコ選手権になり、2002年に現在の名称となった。

^デュモーリエ・クラシックは何度も名称を変えている。1979年からステーシーが優勝した1983年まではピーター・ジャクソン・クラシックであった。

DNP = 出場せず

CUT = 予選落ち

... = メジャー大会ではなかった

"T" = 複数の選手と順位を分け合った（タイ）

グリーン地は優勝、黄色地はトップ10入りを表している。